# 19e Bergkorps
Het Bergkorps Norwegen (Duits: Generalkommando Gebirgskorps Norwegen) was een Duits legerkorps van de Wehrmacht tijdens de Tweede Wereldoorlog. Het korps werd ingezet aan het noordelijkste Oostfront, in Lapland. Vanaf 10 november 1942 werd het korps omgedoopt in 19e Bergkorps (Duits: Generalkommando XIX. Gebirgs-Armeekorps) en op 25 november 1944 nogmaals omgedoopt tot Armee-Abteilung Narvik.

## Krijgsgeschiedenis

### Oprichting
Het Bergkorps Noorwegen werd opgericht op 15 juni 1940 in Trondheim, gevormd uit delen van de XXIe Landingsgroep en uit delen van de 3e Bergdivisie.

### 1940
Na de verovering van Narvik kreeg het nieuw gevormde Bergkorps Noorwegen, onder bevel van Generaal Dietl, het bevel over de 2e en 3e Bergdivisie. Tot Operatie Barbarossa bleef het korps ondergeschikt aan de AOK Norwegen en diende als bezettingsmacht in het gebied Narvik – Tromsø – Lyngenfjord.

### 1941

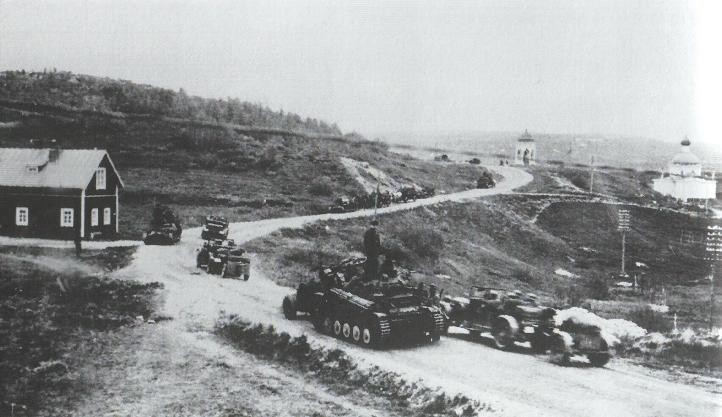
Een Duitse colonne in opmars naar Moermansk, 1941

In februari 1941 werd tijdens de voorbereidingen voor Operatie Silberfuchs overeengekomen om Duitse soldaten van AOK Norwegen te verplaatsen over de Noordkaap naar de Varangerfjord en naar het Kirkenes-gebied om de belangrijke nikkelmijnen van Petsamo te beveiligen. Pioniers bouwden een brug over de Patsojoki tussen Svanik en Salmijärvi en bouwden nog een brug over de Petsamojoki in Luostari. De troepenverplaatsingen vonden plaats begin juni. Op 22 juni werd de Fins-Noorse grens in het gebied Liinahamari - Parkkina overschreden. Na het bereiken van Luostari op 24 juni en het beveiligen van Petsamo, zou op 29 juni een volgende fase beginnen: Operatie Platinfuchs. Het korps zou samen met enkele Finse grenseenheden rechtstreeks naar Moermansk oprukken en de haven bezetten, waar voortdurend militaire uitrusting voor de Sovjet-Unie binnenkwam met de Moermansk-konvooien. De 2e en 3e Bergdivisie zouden vanuit het gebied aan beide zijden van het meer Kuosmejärvi naar Poljarnyj en Moermansk oprukken en de vijand vernietigen die in Motovsky-baai ten westen van het schiereiland Kola was geland. De 3e Bergdivisie moest oprukken over het barre gebied tussen Lajoaivi en de weg naar Zapadnaya in richting Titovka, tegen de flank van de vijandelijke troepen. Na 30 kilometer diepe doorstoten, zorgden tegenaanvallen van het 14e Sovjetleger (General Frolov) vooralsnog voor een halt. Tussen 10 en 19 juli kon een bruggenhoofd worden gevormd op de oostelijke Litsa-oever. Op 8 september werd de Duitse aanval over de Litsa hernieuwd. Op 22 september, na een aantal mislukte pogingen om de rivier Litsa over te steken, of om het bruggenhoofd over de rivier uit te breiden, moest het korps begin oktober tot een loopgravenoorlog overgaan. De frontlijn bleef gedurende de rest van de oorlog relatief stabiel. De totale Duitse verliezen tijdens Operatie Platinfuchs waren ongeveer 10.300 doden en gewonden. In oktober 1941 werd aan het Litsa-front de 3e Bergdivisie (zonder Bergjager Regiment 139) afgelost door de nieuw van de Balkan gebrachte 6e Bergdivisie.

### 1942/43
Op 27 april 1942 landden de Sovjets de 12e Marine Brigade in de Baai van Motovsky om de 6e Bergdivisie aan het Litsa-Font te omsingelen, terwijl 37 bataljons twee weken lang zware aanvallen op het westelijke Moermansk-front lanceerden. Pas op 12 mei kon het gevaar van omsingeling worden weggenomen. Tot oktober 1944 werden hier verder geen beslissende Sovjetaanvallen uitgevoerd.

Op 10 november 1942 werd het korps omgedoopt tot 19e Bergkorps.

Het korps nam ook de kustbescherming over in het gebied Kolsjok - Kirkenes - Vandö. Het jaar 1943 werd doorgebracht in een stellingoorlog en verdedigende veldslagen in Luostari en de rivier de Petsamo. In maart 1943 werd het korps zodanig georganiseerd, dat de nieuw opgerichte Divisiegroep Petsamo, de 210e Infanteriedivisie en de Bevelhebber van de zee-verdediging Kirkenes het achterwaartse zee-front dekten en de 2e en 6e Bergdivisie zoals voorheen het landfront aan de Litsa.

### 1944/45

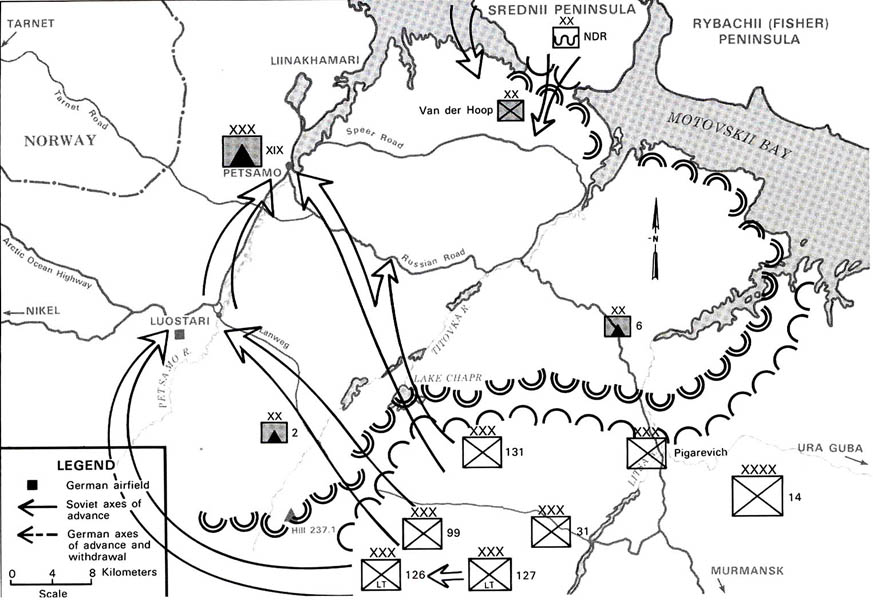
Het Kirkenes-Petsamo offensief

Op 19 september 1944 veranderde de militaire situatie abrupt door het staakt-het-vuren tussen Finland en de Sovjet-Unie. Als onderdeel van Operatie Birke moesten de zich zuidelijker bevindende 36e Bergkorps en 18e Bergkorps van het Kiestinski en Werman Front onmiddellijk teruggetrokken worden naar Noorwegen. Het 19e Bergkorps met de 2e Bergdivisie (Generalleutnant Degen) en de 6e Bergdivisie (Generalleutnant Pemsel) kon op de noordflank alleen met uiterste inspanning de terugtocht uit Midden-Finland dekken. De Sovjets hadden de Operatie Kirkenes-Petsamo ingezet. In de nacht van 10 oktober waren bij de amfibische landing van Liinahamari Sovjet mariniers op de oever van de fjord Malaya Volkovaya afgezet. De volgende ochtend vielen ze de Duitse troepen vanuit de flank aan en braken met de mariniers, die aan wal gingen, door de Duitse verdedigingsposities op het schiereiland Sredny. Op de avond van 12 oktober werden meer troepen afgezet in de haven van Liinahamari. Samen met de mariniers veroverden ze op 13 oktober Liinahamari. In de nacht van de 15e viel Petsamo in Sovjethanden. Op 22 oktober werd de Noorse grens overschreden en op 25 oktober werd de Noorse stad Kirkenes ingenomen na bittere gevechten door Sovjettroepen met de steun van de mariniers. Op 29 oktober konden de Sovjet-troepen posities innemen ten noorden van Neiden en ten zuidwesten van Nautsi, waarmee de operatie voltooid was. In november 1944 trok het korps terug langs de weg langs de Noordelijke IJszee naar de Lyngenfjord. Eind november 1944 was het korps rond het drielandenpunt beland.

Daar werd 19e Bergkorps op 25 november 1944 nogmaals omgedoopt, nu tot Armee-Abteilung Narvik.
Het ressorteerde onder de 20. Gebirgsarmee en had de 2e en 6e Bergdivisie en de 210e Infanteriedivisie onder bevel. Vanaf januari 1945 begon de terugtrekkende beweging vanuit het gebied Narvik en vervolgens naar Zuid-Noorwegen.

Op 8 mei 1945 capituleerde Armee-Abteilung Narvik aan de Britten in het gebied Lillehammer.

## Bovenliggende bevelslagen
| Leger             | Legergroep | Plaats/regio | Begin            | Eind             |
| ----------------- | ---------- | ------------ | ---------------- | ---------------- |
| Gruppe XXI        | OKH        | Noorwegen    | 15 juni 1940     | 4 juni 1941      |
| AOK Norwegen      | OKH        | Lapland      | 4 juni 1941      | 14 januari 1942  |
| AOK Lappland      | OKH        | Lapland      | 14 januari 1942  | 22 juni 1942     |
| 20. Gebirgs-Armee | OKH        | Lapland      | 22 juni 1942     | 25 november 1944 |
| 20. Gebirgs-Armee | OKH        | Noorwegen    | 25 november 1944 | 8 mei 1945       |

## Commandanten

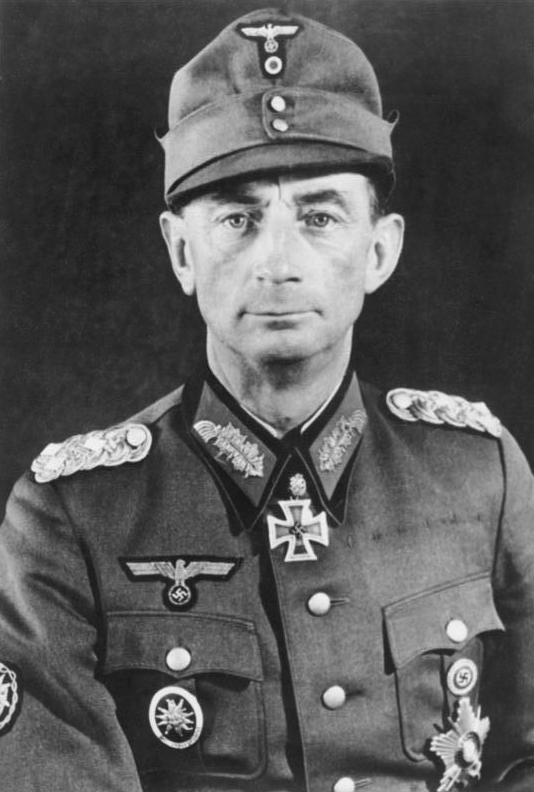
General Eduard Dietl

| Rang                                      | Naam                   | Begin           | Eind            |
| ----------------------------------------- | ---------------------- | --------------- | --------------- |
| General der Gebirgstruppe                 | Eduard Dietl           | 15 juni 1940    | 15 januari 1942 |
| Generalleutnant/General der Gebirgstruppe | Ferdinand Schörner     | 15 januari 1942 | 23 oktober 1943 |
| Generalleutnant                           | Georg Ritter von Hengl | 23 oktober 1943 | 21 april 1944   |
| General der Gebirgstruppe                 | Ferdinand Jodl         | 21 april 1944   | 8 mei 1945      |